# District de Yuci
Le district de Yuci (榆次区 ; pinyin : Yúcì Qū) est une subdivision administrative de la province du Shanxi en Chine. Il est placé sous la juridiction de la ville-préfecture de Jinzhong.